# Aguerre w świcie
Aguerre w świcie – mikropowieść science fiction autorstwa Jacka Dukaja, opublikowana w 2001 roku w antologii Wizje alternatywne 3 (ponownie wydana w 2010 roku w książce Król Bólu).
Powieść była nominowana do nagrody im. Janusza A. Zajdla w roku 2001.
Akcja powieści opowiada o tym, jak ludzkość rozprzestrzeniła się w galaktyce, dzięki "glejotykom" – ludziom, którzy uzyskali możliwość manipulowania grawitacją. Najstarszy z nich prowadzi śledztwo w sprawie śmierci przyjaciela, odkrywając jednocześnie spisek związany ze źródłem mocy glejotyków i mogący wstrząsnąć całą cywilizacją